# Alexander Steen Olsen
Alexander Steen Olsen (18 agosto 2001) è uno sciatore alpino norvegese.

## Biografia
Attivo in gare FIS dal novembre del 2017, in Coppa Europa Steen Olsen ha esordito il 2 dicembre 2019 a Trysil in slalom gigante (31º) e ha conquistato il primo podio il 19 febbraio 2021 a Meiringen/Hasliberg in slalom speciale (2º); in Coppa del Mondo ha debuttato il 27 febbraio dello stesso anno a Bansko in slalom gigante, senza completare la prova, e il 19 marzo successivo ha conquistato a Reiteralm in slalom speciale la prima vittoria in Coppa Europa. Ai Mondiali juniores di Panorama 2022 ha vinto la medaglia d'oro sia nello slalom gigante sia nello slalom speciale; l'anno dopo ai Mondiali di Courchevel/Méribel 2023, sua prima presenza iridata, ha vinto la medaglia d'argento nella gara a squadre e si è classificato 22º nello slalom gigante, 22º nello slalom speciale e 7º nel parallelo e il 26 febbraio dello stesso anno ha conquistato la prima vittoria in Coppa del Mondo, nonché primo podio, nello slalom speciale disputato a Palisades Tahoe. Ai Mondiali di Saalbach-Hinterglemm 2025 non ha completato né lo slalom gigante né lo slalom speciale; non ha preso parte a rassegne olimpiche.

## Palmarès

### Mondiali
- 1 medaglia:
  - 1 argento (gara a squadre a Courchevel/Méribel 2023)

### Mondiali juniores
- 2 medaglie:
  - 2 ori (slalom gigante, slalom speciale a Panorama 2022)

### Coppa del Mondo
- Miglior piazzamento in classifica generale: 13º nel 2024
- 5 podi (4 in slalom gigante, 1 in slalom speciale):
  - 3 vittorie (2 in slalom gigante, 1 in slalom speciale)
  - 1 secondo posto (in slalom gigante)
  - 1 terzo posto (in slalom gigante)

#### Coppa del Mondo - vittorie
| Data             | Località        | Paese       | Specialità |
| ---------------- | --------------- | ----------- | ---------- |
| 26 febbraio 2023 | Palisades Tahoe | Stati Uniti | SL         |
| 27 ottobre 2024  | Sölden          | Austria     | GS         |
| 28 gennaio 2025  | Schladming      | Austria     | GS         |

Legenda:

GS = slalom gigante

SL = slalom speciale

### Coppa Europa
- Miglior piazzamento in classifica generale: 6º nel 2022
- Vincitore della classifica di slalom speciale nel 2022
- 6 podi:
  - 3 vittorie
  - 3 secondi posti

#### Coppa Europa - vittorie
| Data             | Località  | Paese   | Specialità |
| ---------------- | --------- | ------- | ---------- |
| 19 marzo 2021    | Reiteralm | Austria | SL         |
| 15 dicembre 2021 | Obereggen | Italia  | SL         |
| 15 marzo 2022    | Soldeu    | Andorra | SL         |

Legenda:

SL = slalom speciale

### Campionati norvegesi
- 7 medaglie:
  - 4 ori (slalom speciale nel 2020; slalom gigante, slalom speciale nel 2022; slalom gigante nel 2023)
  - 3 argenti (slalom gigante nel 2020; supergigante, slalom gigante nel 2021)